# Wat Si Chum

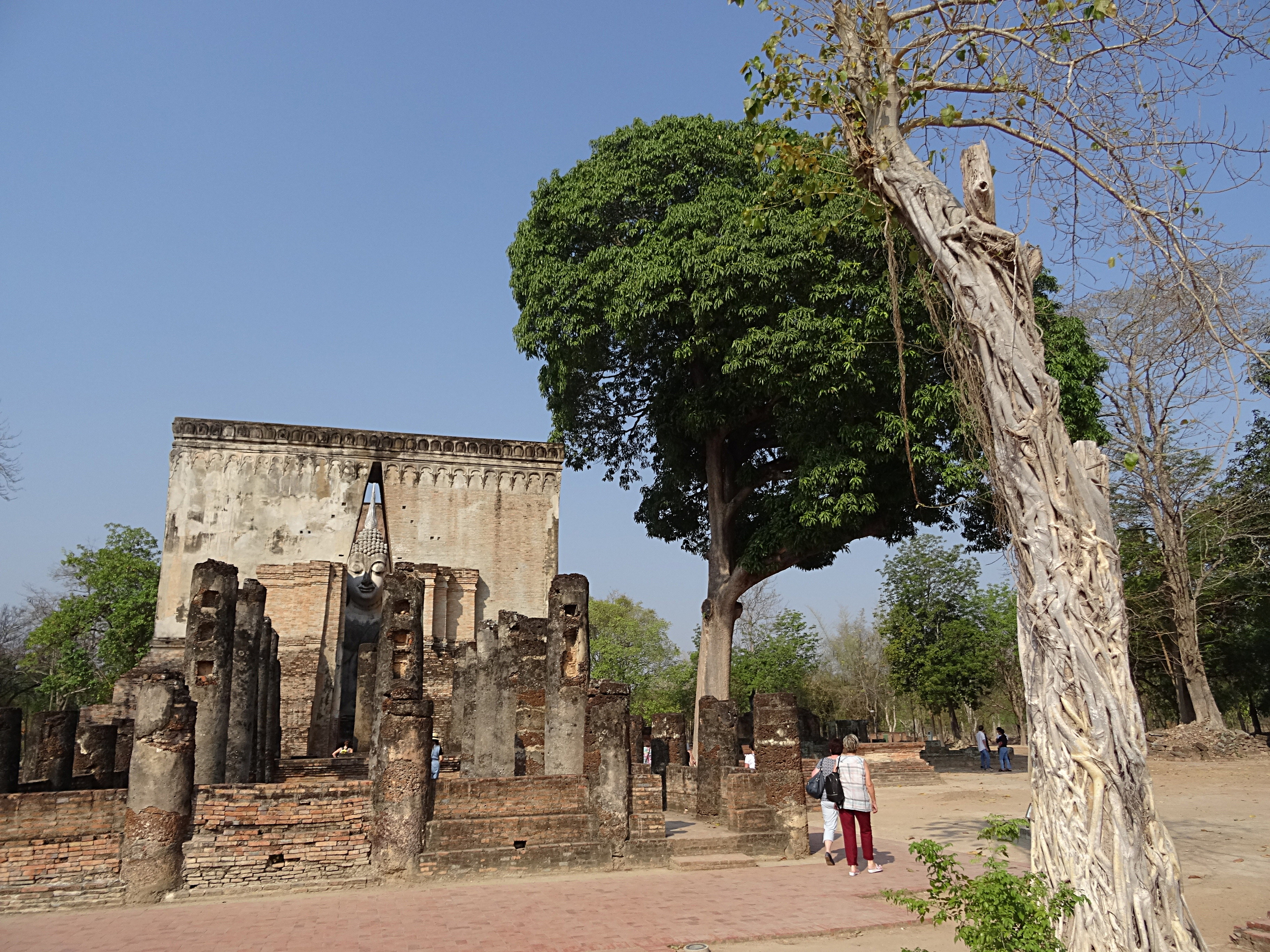
Blick auf Wat Si Chum von Osten

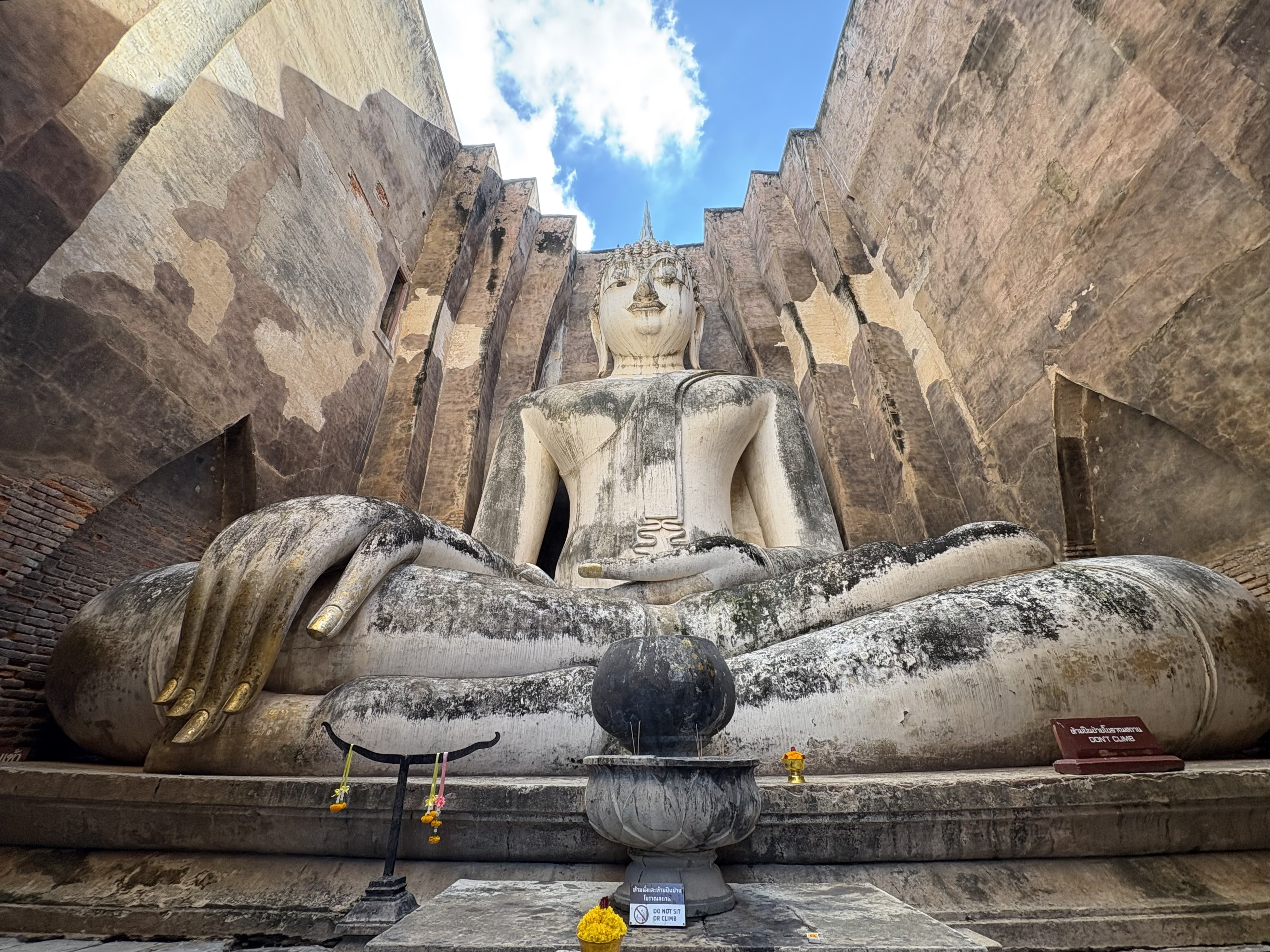
Phra Achana, die Haupt-Buddhastatue

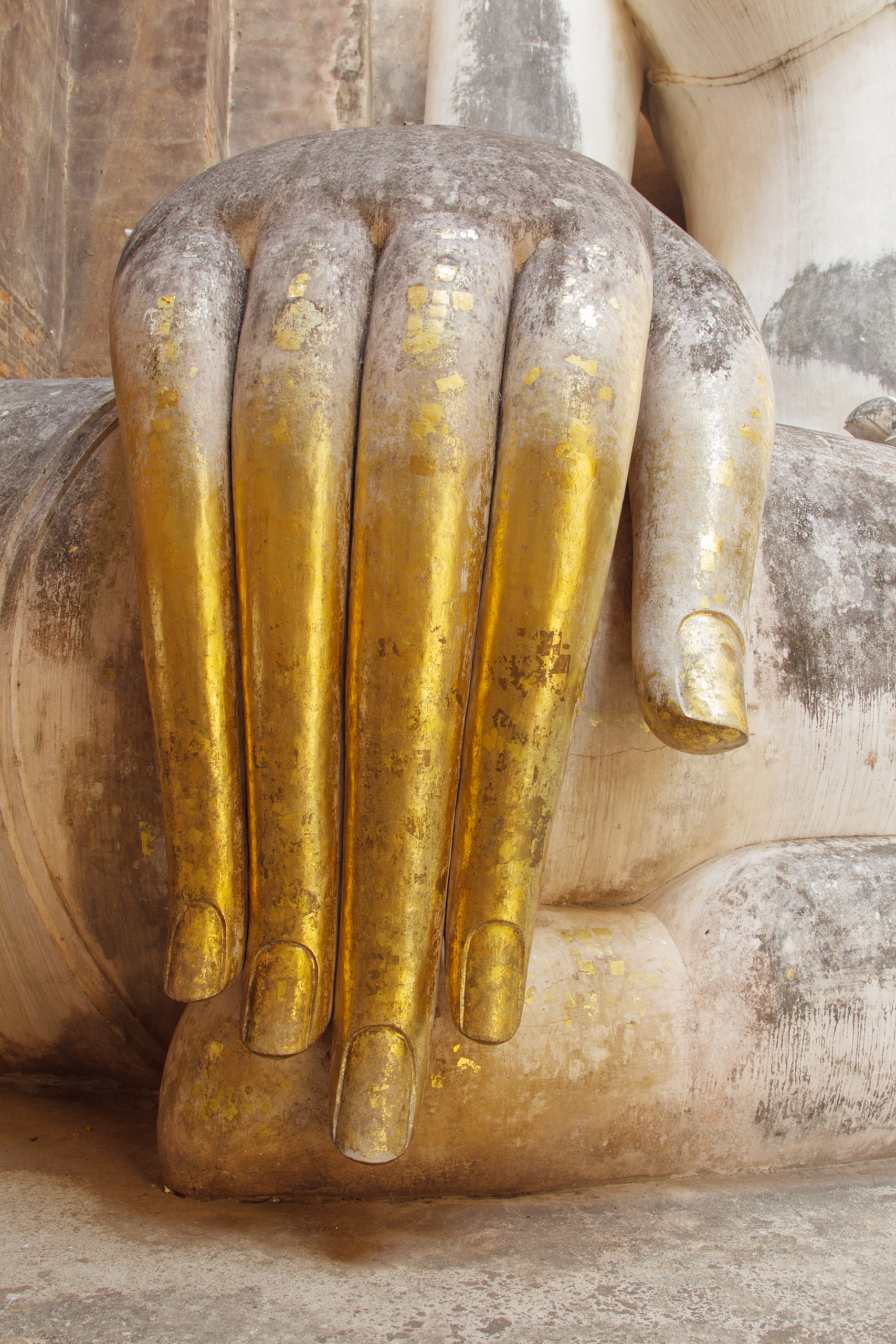
Typisch für den Sukhothai-Stil: die Hand des Phra Achana in Wat Si Chum

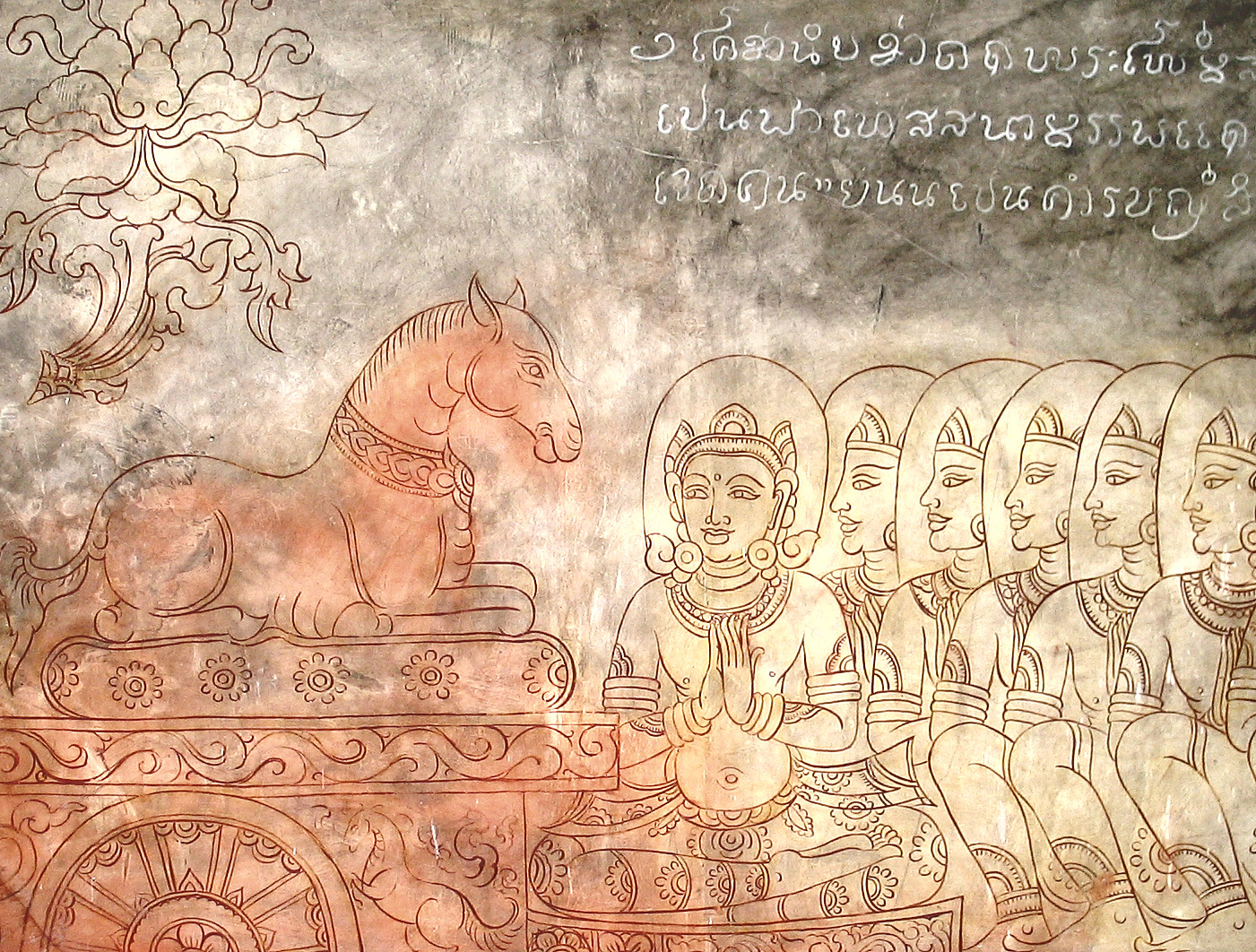
Jataka-Gravur auf Schieferkalk, Wat Si Chum (Ausschnitt einer Replika in Mueang Boran)

Der Wat Si Chum (Thai วัดศรีชุม) ist eine buddhistische Tempelanlage (Wat) in Sukhothai, Provinz Sukhothai in der Nordregion von Thailand.

## Lage
Der Wat Si Chum ist Teil des Geschichtsparks Sukhothai, er liegt nordwestlich außerhalb der Alten Stadt (Mueang Kao – เมืองเก่า) von Sukhothai.

## Sehenswürdigkeiten
Der massige Mondop, ein würfelförmiges Gebäude in der Mitte der Anlage wurde gegen Ende des 14. Jahrhunderts von König Maha Thammaracha II. erbaut. In ihm befindet sich eine riesige sitzende Buddha-Statue in der Bhumisparśa-mudra („Überwindung des Māra“), die etwa 11 Meter breit und 15 Meter hoch ist. Diese Figur ist wahrscheinlich Phra Achana, der in einer Steininschrift, der so genannten „Inscription I.“, von König Ram Khamhaeng erwähnt wurde. Sie ist das größte erhaltene Buddhabildnis in Sukhothai. Der scheinbar durch die schmale Öffnung des Tempels spähende Buddha, wie auch seine elegante, zugespitzte Hand gehören zu den beliebtesten Postkarten- und Photomotiven in Alt-Sukhothai.
Der Mondop hat einen quadratischen Grundriss von 32 Meter Seitenlänge. Er ist 15 Meter hoch und seine Wände sind 3 Meter dick. In der südlichen Wand gibt es einen Zugang zu einer schmalen Treppe, über die man auf das Dach gelangen kann. In diesem Durchgang wurden mehr als 50 Schieferplatten entdeckt, auf denen Bilder aus dem Leben des Buddha (Jataka) eingraviert sind. Sie sind die ältesten erhaltenen Beispiele thailändischer Zeichenkunst. Obwohl sich diese Platten ursprünglich an einem anderen Ort befunden haben, ist man heute der Meinung, dass das rituelle Umrunden (oder hier das Erklimmen der Stufen) als ein symbolischer Aufstieg zur Buddhaschaft gesehen werden kann. Ursprünglich hat der Mondop wahrscheinlich ein hölzernes Pult- oder Satteldach besessen. 
Östlich vor dem Mondop ist die Ruine einer Versammlungshalle (Wihan) zu sehen mit Säulenfragmenten und drei Podesten, auf denen ursprünglich Buddha-Statuen standen. 
Nördlich des Mondop befinden sich die Ruinen einer weiteren kleinen Versammlungshalle und ein weiterer, kleinerer Mondop mit einer Buddha-Statue. Die gesamte Anlage ist von einem Wassergraben umgeben.